# Scolops abnormis
Scolops abnormis är en insektsart som beskrevs av Ball 1902. Scolops abnormis ingår i släktet Scolops och familjen Dictyopharidae. Inga underarter finns listade i Catalogue of Life.